# Leonor Catarina do Palatinado-Zweibrücken-Kleeburg
Leonor Catarina do Palatinado-Zweibrücken-Kleeburg (em alemão:  Eleonore Katharine, em sueco:  Eleonora Katarina; Castelo de Stegeborg, 17 de maio de 1626 – Osterholz, 3 de março de 1692) foi condessa palatina do Palatinado-Zweibrücken-Kleeburg por nascimento, além de princesa da Suécia, assim considerada após a ascensão de seu irmão, Carlos X Gustavo. Ela também foi condessa de Hesse-Eschwege pelo seu casamento com Frederico de Hesse-Eschwege, e, após a sua morte, agiu como regente e administradora das terras alemãs do marido.

## Família
Leonor Catarina foi a quarta filha e sexta criança nascida do duque João Casimiro do Palatinado-Zweibrücken-Kleeburg e da princesa Catarina da Suécia. Catarina era a meia-irmã mais velha de Gustavo II Adolfo da Suécia.
Os seus avós paternos eram o duque João I do Palatinado-Zweibrücken e Madalena de Cleves. Os seus avós maternos eram o rei Carlos IX da Suécia e sua primeira esposa, a duquesa Ana Maria do Palatinado-Simmern.
Ela teve cinco irmãos mais velhos, mas apenas três chegaram à idade adulta: Cristina Madalena, esposa de Frederico VI, Marquês de Baden-Durlach, o rei Carlos X Gustavo da Suécia, marido de Edviges Leonor de Holsácia-Gottorp, e Maria Eufrosina, esposa do militar sueco Magnus Gabriel De la Gardie. Teve também dois irmãos mais novos: o duque Adolfo João I do Palatinado-Kleeburg, que foi casado duas vezes, e João Gustavo.

## Biografia
Os pais de Leonor Catarina, que eram primos de segundo grau, viviam na Suécia desde 1622, e ela e os irmãos cresceram na corte sueca como irmãos adotivos da sua prima, a rainha Cristina da Suécia, filha de Gustavo II Adolfo e de Maria Leonor de Brandemburgo. Leonor Catarina era cerca de sete anos mais velha do que Cristina, e as jovens tinham o mesmo professor, Johannes Matthiae Gothus.
As negociações para o casamento da nobre com o conde Frederico de Hesse-Eschwege, filho de Maurício I, Conde de Hesse-Cassel e de Juliana de Nassau-Dillenburg, tiveram início em 1643. O noivo, conhecido como conde Fritz, era primo de segundo grau dos pais dela, além de ser nove anos mais velho do que a noiva. Ele foi para Estocolmo no final da primavera de 1643 e conduziu negociações com o conselho em questões militares, financeiras e políticas naquela época e durante o verão. Ao mesmo tempo, propôs casamento ao pai de Leonor Catarina, que, numa carta datada de 26 de junho, endereçada ao político sueco Axel Oxenstierna, pediu conselhos, porque não queria apressar as coisas. O processo de negociação foi difícil, mas, por fim, foi completado em 1 junho de 1646, com a assinatura do contrato de casamento. João Casimiro deu a quantia alta de 20.000 gulden à filha. Eles se casaram no Castelo das Três Coroas, na cidade de Estocolmo, no dia 6 de setembro de 1646, após o que Axel Oxenstierna fez um discurso em nome do conde palatino. Algumas das despesas dos noivos foram financiadas por Louis De Geer, que então teve dificuldade em receber o pagamento. 
Após o casamento, em 20 de janeiro de 1647, Leonor Catarina confessou ao novo marido, ajoelhada, que ela havia tido um caso amoroso com um ator e tocador de alaúde francês, com o nome de Beschon, com quem iniciou uma relação íntima que durou até seis semanas antes do casamento,  e que ela estava grávida do filho dele. Beschon fazia parte do teatro da corte francês de Antoine de Beaulieu. Frederico, por sua vez, decidiu agir como se nada tivesse acontecido e esconder o assunto, mas, a situação logo se tornou um escândalo conhecido. Frederico tinha apresentado o assunto numa carta manuscrita de 28 de janeiro, ao seu cunhado, o então conde palatino Carlos Gustavo (futuro rei Carlos X Gustavo). O conde ordenou-lhe que mantivesse o assunto estritamente secreto.  Já Beschon escreveu uma composição para a condessa a qual ele enviou junto com uma carta datada de 28 de fevereiro de 1647, os quais ela deu ao seu irmão. O documento se encontra preservado na coleção de Stegeborg.

A condessa pintada por artista desconhecido em quadro atualmente localizado no Castelo de Gripsholm como parte da coleção do Museu Nacional de Belas-Artes da Suécia.

Em 1648, ela se referiu à chefe das damas de companhia da rainha, Margareta Brahe, como a sua "Querida Proteção", provavelmente porque Margareta tinha a defendido quando ela  teve a criança ilegítima. 
Previsivelmente, o casamento não foi feliz. Apesar disso, o casal teve cinco filhos, quatro meninas e um menino.
Frederico participou da Segunda Guerra do Norte do cunhado na Polônia, onde foi baleado e morreu em 1655. A princesa nunca se casou novamente, aparentemente, porque ela ficou muito envergonhada devido ao escândalo com Beschon para retornar à corte sueca, por isso, preferiu viver na sua propriedade em Osterholz, hoje no estado da Baixa Saxônia, onde fundou uma farmácia, e contratou o primeiro médico e professor da cidade alemã.
A condessa viúva cuidava das propriedades no Sacro Império Romano-Germânico do falecido marido, como sua regente e administradora. Além de conde de Hesse-Eschwge, ele também era príncipe de Hersfeld, conde de Katzenelnbogen, Dietz, Ziegenhain, Nidda e Schamburgo. 
Ela enviou a filha, Juliana, para ser criada na corte da Suécia, onde ela foi considerada como uma noiva em potencial para o primo Carlos XI, filho do irmão da mãe, Carlos X Gustavo, até que Juliana acabou engravidando de um oficial da corte que era casado, o conde Gustavo Lillie.
A condessa chegou a visitar a corte algumas vezes: nos anos de 1661, 1674 e em 1681. Durante a sua visita de 1674, o filósofo e poeta italiano, Lorenzo Magalotti, a descreveu como "uma mulher perversa, vaidosa, estranha, orgulhosa e melancólica", que passava a maior parte do tempo em devoções piedosas.
Leonor Catarina faleceu em 3 de março de 1692, aos 65 anos de idade, em Osterholz, e foi sepultada na Igreja da Cidade Velha (Altstädter Kirche) em Eschwege, hoje chamada de Igreja mercantil de São Dionísio.
Alguns dos descendentes proeminentes de Leonor Catarina são: o último imperador da Alemanha Guilherme II, o último imperador da Rússia, Nicolau II, a rainha Vitória do Reino Unido, e os atuais reis da Suécia e do Reino Unido, Carlos XVI Gustavo e Carlos III.

## Descendência
- Margarida (31 de março de 1647 – 19 de outubro de 1647), provavelmente a filha ilegítima que ela teve com Beschon, o tocador de alaúde;
- Cristina (30 de outubro de 1649 – 18 de março de 1702), foi esposa de Fernando Alberto I, Duque de Brunsvique-Luneburgo, com quem teve nove filhos;
- Isabel (7 de abril de 1650 – 27 de abril de 1651);
- Juliana (14 de maio de 1652 – 20 de junho de 1693), foi considerada uma noiva em potencial do primo Carlos XI, mas acabou não se tornando sua esposa, pois engravidou do conde Gustavo Lillie. Foi casada com João Jacó Marchand, Barão de Lilienburg, com quem teve oito filhos;
- Carlota (3 de setembro de 1653 – 7 de fevereiro de 1708), foi primeiro casada com Augusto de Saxe-Weissenfels, e depois de sua morte, foi esposa de João Adolfo, Conde de Bentheim-Tecklenburg, de quem se divorciou mais tarde. Teve apenas um filho do primeiro casamento, que morreu no parto;
- Frederico, Príncipe Hereditário de Hesse-Eschwege (30 de novembro de 1654 – 27 de julho de 1655).